# Bahiapaleis

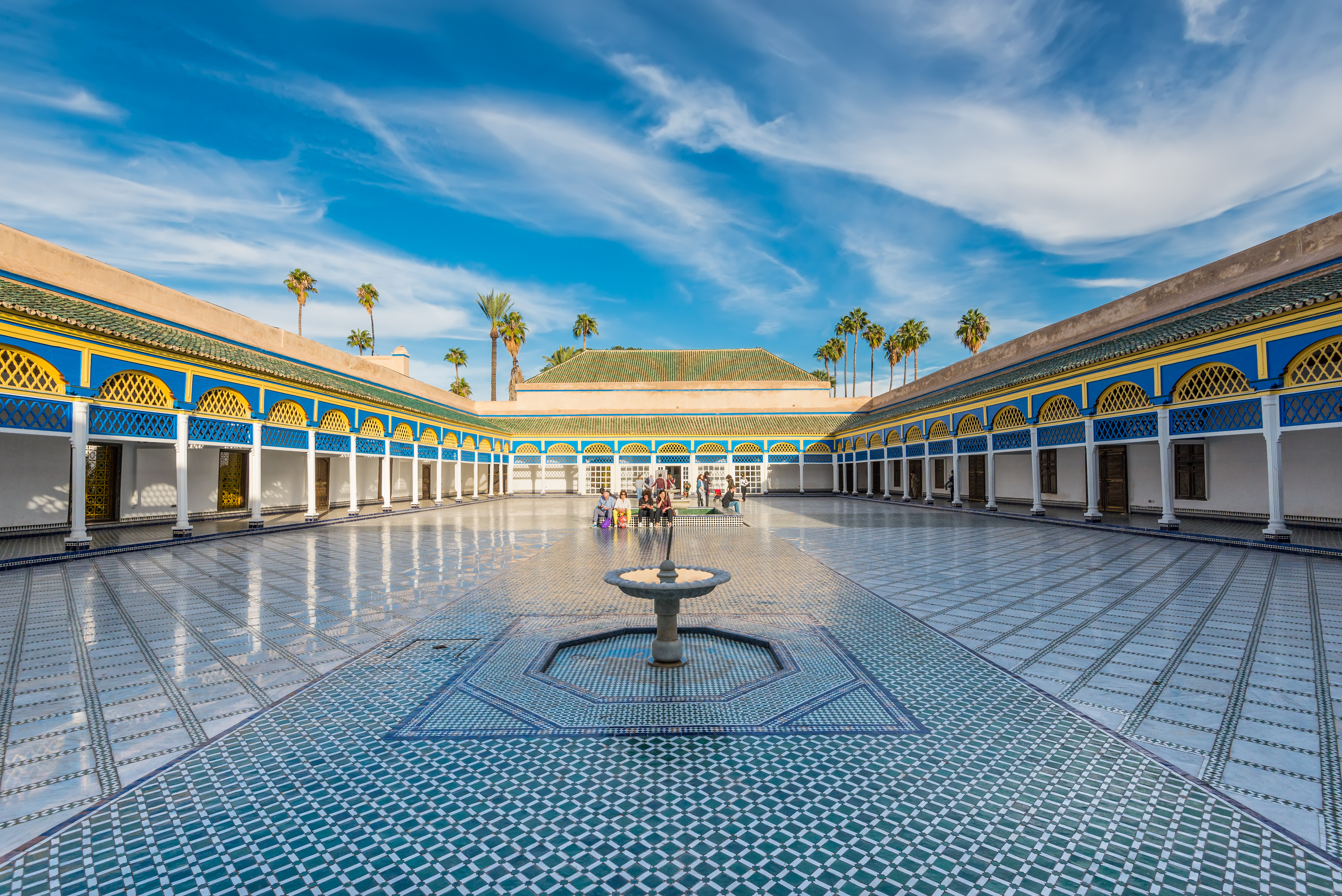
De achterste binnenplaats van het Bahiapaleis.

Het Bahiapaleis is een paleis en een geheel van tuinen gelegen in Marrakech, Marokko. Het werd gebouwd aan het einde van de 19de eeuw, als grootste paleis van die tijd. De naam bahia betekent 'glans'.
Net als in andere gebouwen van de periode in andere landen, was het de bedoeling om de essentie van de islamitische en Marokkaanse stijl in één gebouw te vangen.
Het paleis heeft een oppervlakte van 8.000 m², verschillende binnentuinen en 150 kamers aan de binnenplaatsen.